# Namal Rajapaksa
Namal Rajapaksa (né le 10 avril 1986) est un homme politique srilankais. Fils de l'ancien président Mahinda Rajapaksa, il est élu député. Il a été candidat à l'élection présidentielle srilankaise de 2024.